# Thomas Butler, 6:e earl av Ossory

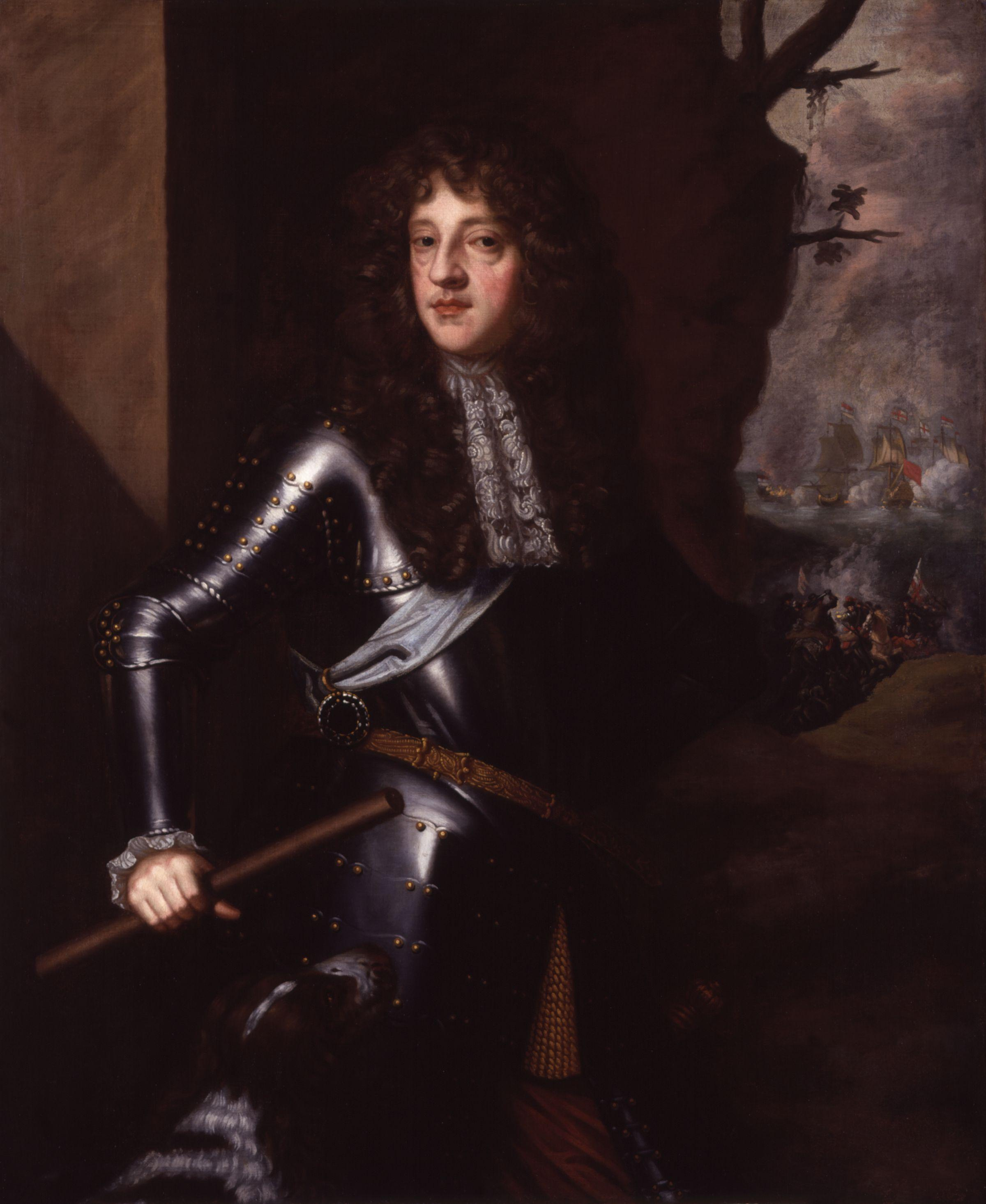
Thomas Butler, 6:e earl av Ossory, porträtt av sir Peter Lely.

Thomas Butler, 6:e earl av Ossory, född den 8 juli 1634, död den 30 juli 1680, var en irländsk ädling. Han var son till James Butler, 1:e hertig av Ormonde och far till James Butler, 2:e hertig av Ormonde. 
Ossory följde först sin far i landsflykt, men återvände 1652 med modern till England, satt en tid (1655) fången i Towern som misstänkt för rojalistiska stämplingar och vistades sedan till restaurationen i Nederländerna, där han vann inflytelserika förbindelser. År 1662 fick han (genom en writ of acceleration) plats i irländska överhuset som earl av Ossory, en titel han redan förut burit av hövlighetsskäl. År 1666 erhöll han den engelska titeln baron Butler och fick därmed säte och stämma även i det engelska överhuset. Ossory åtnjöt i England stark folkgunst och visade som befälhavare för engelska trupper i Generalstaternas tjänst på 1670-talet lysande prov på krigisk duglighet samt stod i intim personlig förbindelse med prins Vilhelm av Oranien. Karl II sökte 1680 avlägsna Ossory på en farlig expedition till Tanger, men denne avled redan samma år.